# IC 1995
IC 1995 — галактика типу RN (відзеркалююча туманність) у сузір'ї Телець.
Цей об'єкт міститься в оригінальній редакції індексного каталогу.